# HANS-System

HANS-System (Schema)
1. HANS-System
2. Befestigungsgurt (einer je Seite)
3. Befestigungspunkt am Helm (einer je Seite)
4. Schulterkorsett

HANS-System ist ein registrierter Markenname sowie ein Akronym für Head and Neck Support (englisch für Kopf-und-Nacken-Stütze) und bezeichnet eine Frontal-Kopfrückhaltevorrichtung (FHR), also ein Sicherheitssystem im Automobilsport, das Rennfahrer vor starken Verletzungen im Kopf- und Halsbereich schützen soll. Gelegentlich wird es auch H.A.N.S. geschrieben.

## Funktion
Bestandteile des HANS-Systems sind ein Schulterkorsett aus kohlenstofffaserverstärktem Kunstharz, das mit dem Helm des Fahrers verbunden und unter dem Sicherheitsgurt des Rennwagens fixiert ist, sowie ein dazu passender Helm mit Befestigungspunkten. Es soll vorwiegend die Halswirbelsäule des Fahrers vor Überdehnung (Peitschenschlagsyndrom) schützen. Bei einem Unfall werden extreme Beschleunigungen des Kopfes vermindert und auf den Hals- und Kopfbereich wirkende Kräfte reduziert. Es schützt den Fahrer zusätzlich davor, mit dem Kopf gegen das Lenkrad zu prallen.
Grundlegendes Prinzip ist hierbei, dass die beim Aufprall auftretenden Kräfte vom Gurtsystem aufgenommen werden und nicht gänzlich auf Hals oder Wirbelsäule wirken.
Die ersten Ausführungen hatten ein fixiertes Haltegurtsystem für den Helm, so dass kaum seitliche Drehbewegungen des Kopfes möglich waren. Später wurde dann das Sliding tethers-System erfunden, das ein Drehen des Kopfes ermöglicht. 
Nach wie vor wird das HANS-System von einigen Rennfahrern kritisiert, da es zwar bei einem Frontalaufprall den Fahrer schützt, aber bei seitlichen Einschlägen den Nacken derart fixiert, dass durch die seitliche Körperbewegung eine Verletzung der Wirbelsäule riskiert wird.

### Varianten
Je nach Sitzposition (aufrecht sitzend, halb liegend) ist der Winkel zwischen dem senkrechten Teil und dem nach vorne zeigenden, doppelseitigen Schenkel flacher oder spitzer. Angeboten werden Systeme zwischen 10° (aufrechte Sitzposition) und 40° (halbliegende Sitzposition). Auch die Dicke des Halses wird mit zwei oder drei Baugrößen berücksichtigt. Die verschiedenen Systeme unterscheiden sich je nach eingesetztem Material stark im Gewicht, es gibt leichte Ausführungen, die nur mit Kohlenstofffasern verstärkt sind, sowie einfachere (schwere) aus Kunststoffen, die mit anderen Fasern verstärkt sind: 1200 g, 820 g und 630 g.

## Geschichte
Mitte der 1980er Jahre wurde das HANS-System von Robert Hubbard, einem Mitarbeiter der Michigan State University, erfunden. Wegen der Größe konnten die ersten Systeme nur in Sportwagen getragen werden. Der erste Fahrer mit HANS-System war Jim Downing, ein Schwager Hubbards. In Zusammenarbeit mit Mercedes-Benz wurde 1997 eine Formel-1-taugliche Version entwickelt, die seit der Saison 2003 getragen werden muss.

## Verwendung

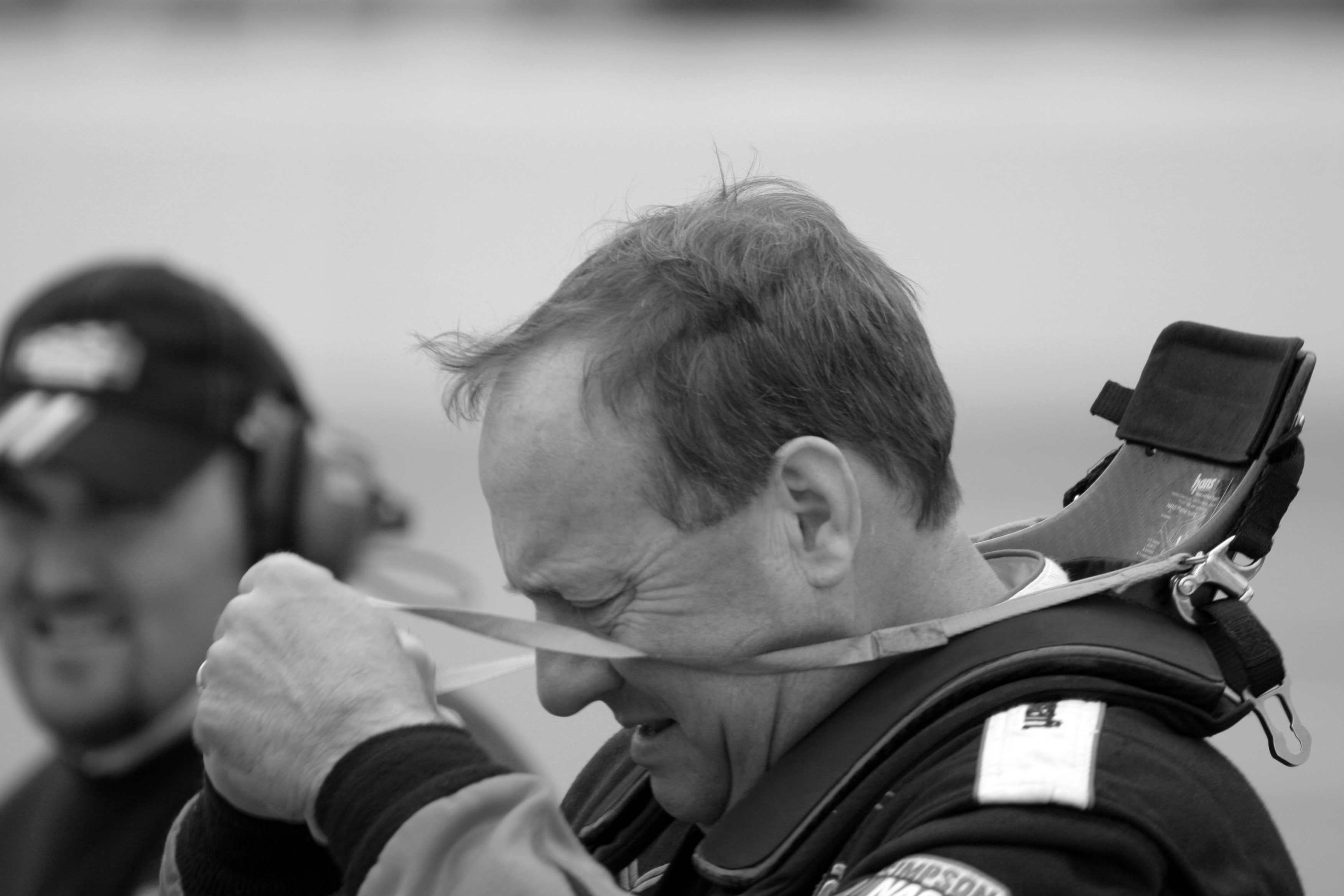
HANS-System von NASCAR-Fahrer Ken Schrader (2007)

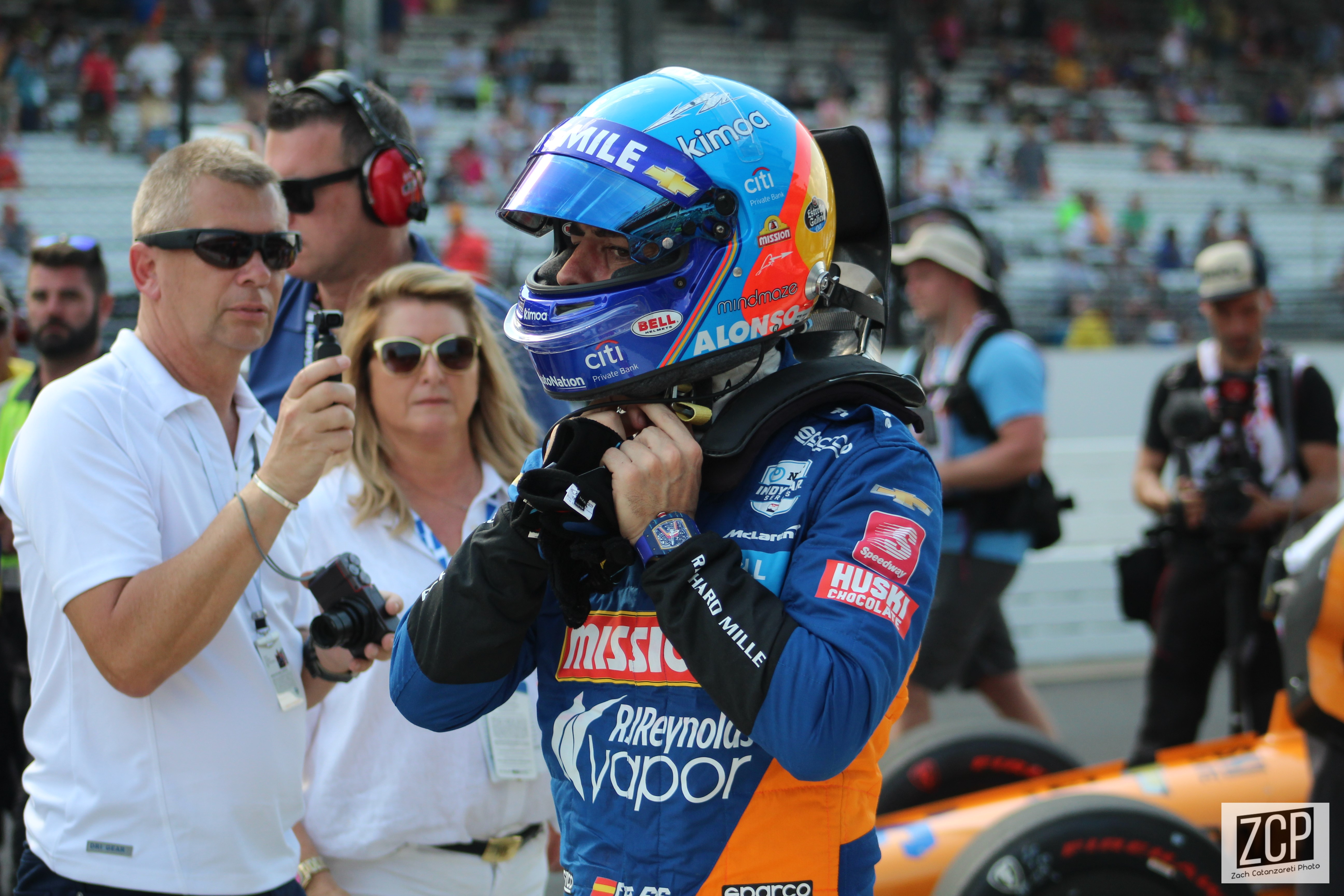
Fernando Alonso beim Indianapolis 500 (2019)

Vorgeschrieben war bzw. ist ein HANS-System bei folgenden Wettbewerbsserien: 
- A1GP
- Champ Car World Series
- DTM seit 2002
- FIA Dragster-Europameisterschaft[2] seit 2020[3]
- FIA-Formel-1-Weltmeisterschaft seit 2003
- FIA-GT-Meisterschaft
- Formel BMW
- FIA-Formel-2-Meisterschaft
- IndyCar Series
- NASCAR seit 2001
- NHRA Drag Racing Championship seit 2012[4]
- Rallye-Weltmeisterschaft
- Tourenwagen-Weltmeisterschaft
- ADAC Formel Masters
- VLN Langstreckenmeisterschaft Nürburgring
- Rundstrecken-Challenge Nürburgring

Ab dem 1. Januar 2008 wurde es auch in deutschen Bergrennen Pflicht, für alle Wagenklassen außer Gruppe G und historischen Fahrzeugen nach Anhang K. In der Schweiz war ein Start ohne HANS-System bei Bergrennen noch bis 2008 in den Gruppen SS, N und ISN möglich.
Die belgische Motorsporthoheit RACB empfahl 2009 für alle Teilnehmer des Belgischen Berg-Championats das Tragen eines HANS-Systems; seit der Saison 2010 ist es Pflicht. 
Seit Januar 2015 ist bei nationalen Rallye-Veranstaltungen des DMSB ein HANS-System ebenfalls vorgeschrieben. Dies gilt für 
- Rallye 35 (früher Rallye 200)
- Rallye 35 / NEAFP (früher Rallye 200 / NEAFP)
- Rallye 70
- Rallye 70 / NEAFP

Seit Januar 2017 sind FHR-Systeme in Rallye-Veranstaltungen des NAVC vorgeschrieben.
Die aktuellen FHR-Systeme sind nach Homologation FIA 8858-2010 geprüft.
Bei einigen Wettbewerben mit FIA-Prädikat, zum Beispiel für die Formel 1, gilt die strengere Norm FIA standard 8860-2004.
Die Zulassung eines Helms zur Verbindung mit einem HANS-System wird durch einen Hologramm-Aufkleber mit der Kennzeichnung FIA 8859-2015 oder der älteren FIA 8858-2010 nachgewiesen. 
Aktuelle HANS-Clips sind mit der FIA 8858-2010 geprüft.
Auch können Helme mit HANS-Clips (8856-2002) nachgerüstet werden, um diese mit einem HANS-System zu verwenden. Diese Kombination ist in Europa jedoch nur in freien Veranstaltungen zum Eigenschutz zugelassen.